# Itaú Administradora de Consórcios
Itaú Administradora de Consórcios é o braço da Itaú Holding Financeira responsável pela administração de consórcios, vendidos sobre a marca do Banco Itaú Unibanco. O conjunto de empresas do conglomerado é denominado Grupo Itaúsa, que é o nome de uma holding que tem o controle acionário de parte das empresas.